# Ротоли (Катанцаро)
Ротоли је насеље у Италији у округу Катанцаро, региону Калабрија.
Према процени из 2011. у насељу је живело 62 становника. Насеље се налази на надморској висини од 45 м.